# Clyménos fils de Presbon
Pour les articles homonymes, voir Clyménos.
Dans la mythologie grecque, Clyménos est roi des Minyens d’Orchomène.
Fils de Presbon, il est le père d'Erginos, Stratios, Arrhon, Pylée et Azée. Il se trouvait dans le sanctuaire d'Onchestos au moment d'une fête de Poséidon lorsque Périérès, conducteur du char du thébain Ménécée, le blesse mortellement en lui lançant une pierre. Avant d’expirer, il a fait promettre à son fils Erginos de le venger (ce qu'Erginos fera, imposant un tribut à Thèbes avant d'être vaincu par Héraclès).